# سدینگتون
سدینگتون (به انگلیسی: Seddington) یک روستا در بریتانیا است که در بدفوردشر مرکزی واقع شده‌است.